# 7072 Beijingdaxue
7072 Beijingdaxue este un asteroid din centura principală de asteroizi.

## Descriere
7072 Beijingdaxue este un asteroid din centura principală de asteroizi. A fost descoperit pe 3 februarie 1996 la Xinglong în cadrul programului Beijing Schmidt CCD Asteroid Program. Asteroidul prezintă o orbită caracterizată de o semiaxă mare de 2,42 ua, o excentricitate de 0,15 și o înclinație de 0,1° în raport cu ecliptica.